# Хвойник ресничатый
Хвойник ресничатый, или Хвойник реснитчатый (лат. Ephedra ciliata), — вид растений рода Хвойник (Ephedra) семейства Хвойниковые (Ephedraceae).

## Распространение
От Северной и Центральной Африки до Индии (Пенджаб) и Туркмении. На скалистых и каменистых склонах, обычно плетётся по стволам деревьев и кустарников; на высотах от 10 до 1000 м над уровнем моря.

## Ботаническое описание
Вьющийся или низкорослый стелющийся кустарник или древесная лиана до 4 м длиной. Побеги 4—6 мм толщиной, гладкие или слегка шероховатые, очень ломкие, с довольно длинными (до 7—8 см длиной) междоузлиями, серовато-зелёные. Листья по 2—4 в верхних узлах, 5—15 (40) мм длиной, около 1 мм шириной. Края листовых влагалищ и кроющих чешуй реснитчатые.
Мужские шишки (микростробилы) одиночные или собраны по 2—3 в каждом узле на верхушках тонких побегов; с 3—4 сидячими пыльниками (микроспорангиями). Семенные шишки обычно на длинных рыхлых ветвях; незрелые шишки яйцевидные; прицветники (кроющие чешуи) срослись более чем на половину своей длины; зрелые шишки шаровидные, мясистые, белые и полупрозрачные. Семена в числе (1) 2 (3), коричневато-чёрные. Цветение в феврале-марте.

## Синонимы
- Ephedra aitchisonii (Stapf) V.A.Nikitin (1957) — Хвойник Эчисона
- Ephedra alte Brandis (1874)
- Ephedra alte C.A.Mey. (1845)
- Ephedra asparagoides Griff. (1848)
- Ephedra ciliata var. polylepis (Boiss. & Hausskn.) Riedl (1963)
- Ephedra foliata Boiss. ex C.A.Mey. (1846) — Хвойник олиственный
- Ephedra foliata var. aitchisonii Stapf (1889)
- Ephedra foliata var. ciliata (Fisch. & C.A.Mey.) Stapf (1889), nom. superfl.
- Ephedra foliata var. polylepis (Boiss. & Hausskn.) Stapf (1889)
- Ephedra kokanica Regel (1879) — Хвойник кокандский
- Ephedra peduncularis Boiss. (1884)
- Ephedra polylepis Boiss. & Hausskn. (1884)
- Ephedra rollandii Maire (1936)